# Palermo Ladies Open 2021
Palermo Ladies Open 2021, oficiálně 32^Palermo Ladies Open, byl tenisový turnaj pořádaný jako součást ženského okruhu WTA Tour, který se odehrával na otevřených antukových dvorcích Country Time Clubu. Událost probíhala 19. až 25. července 2021 v italském Palermu jako dvacátý devátý ročník. 
Turnaj s rozpočtem 189 708 eur patřil do kategorie WTA 250. Nejvýše nasazenou hráčkou ve dvouhře se stala čtyřicátá devátá žena světa Danielle Collinsová ze Spojených států. Jako poslední přímá účastnice do dvouhry nastoupila 196. hráčka žebříčku, Ruska Valeria Savinychová.
Premiérové turnajové vítězství na okruhu WTA Tour vybojovala 27letá Američanka Danielle Collinsová. Ve čtyřhře triumfoval novozélandsko-belgický pár Erin Routliffeová a Kimberley Zimmermannová, jehož členky získaly při třetím společném startu první deblovou trofej.

## Rozdělení bodů a finančních odměn

### Rozdělení bodů
| Soutěž  | vítězky | finalistky | semifinalistky | čtvrtfinalistky | 16 v kole | 32 v kole | Q  | Q2 | Q1 |   |
| ------- | ------- | ---------- | -------------- | --------------- | --------- | --------- | -- | -- | -- | - |
| dvouhra | 280     | 180        | 110            | 60              | 30        | 1         | 18 | 12 | 1  |   |
| čtyřhra | 280     | 180        | 110            | 60              | 1         | —         | —  | —  | —  | — |

### Finanční odměny
| Soutěž                                | vítězky  | finalistky | semifinalistky | čtvrtfinalistky | 16 v kole | 32 v kole | Q2      | Q1      |
| ------------------------------------- | -------- | ---------- | -------------- | --------------- | --------- | --------- | ------- | ------- |
| dvouhra                               | 23 548 € | 13 224 €   | 8 144 €        | 4 677 €         | 3 225 €   | 2 234 €   | 1 863 € | 1 370 € |
| čtyřhra                               | 8 306 €  | 4 838 €    | 3 064 €        | 1 854 €         | 1 412 €   | —         | —       | —       |
| částky ve čtyřhře jsou uváděny na pár |          |            |                |                 |           |           |         |         |

## Ženská dvouhra

### Nasazení
| Stát                             | Hráčka               | WTA  | Nasazení |
| -------------------------------- | -------------------- | ---- | -------- |
| USA                              | Danielle Collinsová  | 49.  | 1.       |
| Rusko                            | Ljudmila Samsonovová | 55.  | 2.       |
| Švýcarsko                        | Jil Teichmannová     | 56.  | 3.       |
| Čína                             | Čang Šuaj            | 60.  | 4.       |
| Bulharsko                        | Viktorija Tomovová   | 109. | 5.       |
| Francie                          | Océane Dodinová      | 116. | 6.       |
| Austrálie                        | Astra Sharmaová      | 128. | 7.       |
| Rusko                            | Kamilla Rachimovová  | 132. | 8.       |
| Žebříček WTA k 12. červenci 2021 |                      |      |          |

### Jiné formy účasti
Následující hráčky obdržely divokou kartu do hlavní soutěže: 
- Nuria Brancacciová
- Lucia Bronzettiová
- Lucrezia Stefaniniová
- Čang Šuaj

Následující hráčky nastoupily pod žebříčkovou ochranou:
- Alexandra Dulgheruová
- Mandy Minellaová

Následující hráčky postoupily z kvalifikace:
- Marina Bassolsová Riberová
- Katharina Gerlachová
- Elena-Gabriela Ruseová
- Čeng Čchin-wen

### Odhlášení
před zahájením turnaje
- Sorana Cîrsteaová → nahradila ji  Leonie Küngová
- Elisabetta Cocciarettová → nahradila ji  Grace Minová
- Sara Erraniová → nahradila ji  Lara Arruabarrenová
- Viktorija Golubicová → nahradila ji  Francesca Di Lorenzová
- Ana Konjuhová → nahradila ji  Alexandra Dulgheruová
- Jasmine Paoliniová → nahradila ji  Jaqueline Cristianová
- Bernarda Peraová → nahradila ji  Olga Danilovićová
- Andrea Petkovicová → nahradila ji  Valeria Savinychová
- Arantxa Rusová → nahradila ji  Natalja Vichljancevová
- Patricia Maria Țigová → nahradila ji  Cristina Bucșová
- Martina Trevisanová → nahradila ji  Giulia Gatto-Monticoneová
- Renata Zarazúová → nahradila ji  Vitalija Ďjačenková

v průběhu turnaje
- Jil Teichmannová

## Ženská čtyřhra

### Nasazení
| Stát                                                                         | Hráčka            | Stát       | Hráčka                  | WTA  | Nasazení |
| ---------------------------------------------------------------------------- | ----------------- | ---------- | ----------------------- | ---- | -------- |
| Japonsko                                                                     | Eri Hozumiová     | Čína       | Čang Šuaj               | 181. | 1.       |
| Rumunsko                                                                     | Andreea Mituová   | Nizozemsko | Rosalie van der Hoeková | 187. | 2.       |
| Německo                                                                      | Vivian Heisenová  | Austrálie  | Astra Sharmaová         | 235. | 3.       |
| Nový Zéland                                                                  | Erin Routliffeová | Belgie     | Kimberley Zimmermannová | 278. | 4.       |
| Žebříček WTA k 12. červenci 2021; číslo je součtem umístění obou členek páru |                   |            |                         |      |          |

### Jiné formy účasti
Následující páry obdržely divokou kartu do hlavní soutěže:
- Matilde Paolettiová /  Lisa Pigatová
- Camilla Rosatellová /  Dalila Spiteriová

### Odhlášení
před zahájením turnaje
- Lizette Cabrerová /  Maddison Inglisová → nahradily je  Sarah Beth Greyová /  Emily Webleyová-Smithová
- Dalma Gálfiová /  Samantha Murrayová Sharanová → nahradily je  Maddison Inglisová /  Samantha Murrayová Sharanová
- Beatrice Gumulyová /  Sie Jü-ťie → nahradily je  Lara Arruabarrenová /  Beatrice Gumulyová

## Přehled finále

### Ženská dvouhra
- Danielle Collinsová vs.  Elena-Gabriela Ruseová, 6–4, 6–2

### Ženská čtyřhra
- *  Erin Routliffeová /  Kimberley Zimmermannová vs.  Natela Dzalamidzeová /  Kamilla Rachimovová 7–6(7–5), 4–6, [10–4]